# Оссулье, Стефан
Стефан Оссулье (фр. Stéphane Haussoulier) — французский политик, президент Совета департамента Сомма.

## Биография
Родился 21 августа 1968 года в поселке Сен-Валери-сюр-Сомм (департамент Сомма). Окончил лицей Буше де Перта в Абвиле, а затем юридический факультет Университета Пикардии имени Жюля Верна в Амьене, где получил диплом юриста в области частного права. После окончания университета он занимал несколько должностей, прежде чем стать генеральным секретарем региональной Федерации общественных работ региона О-де-Франс по Пикардии.
Политическую карьеру Стефан Оссулье начал в 1989 году, когда был избран членом муниципального совета своего родного поселка. Через год он стал вице-мэром, а в 2001 году был избран мэром Сен-Валери-сюр-Сомм. С 1998 по 2017 год он был избран президентом сообщества коммун южной части залива Сомма, а в 2017 году – первым вице-президентом сообщества коммун залива Сомма и переизбран на ту же должность в 2020 году.
Стефан Оссулье был членом движения «молодые жискарцы» (по имени лидера партии Союз за французскую демократию и затем президента Франции Валери Жискар д’Эстена). Работал в аппарате депутата Национального собрания Алена Жеста с 1993 по 1997 годы, вслед за ним вступил в новообразованную партию Союз за народное движение в 2002 году.
В 2015 году он был избран в Совет департамента Сомма от кантона Абвиль-2 вместе с Сабриной Олевиль-Мила. Был избран вице-президентом Совета департамента, отвечающим за территориальное развитие и охрану окружающей среды.
Весной 2017 года Стефан Оссулье был близок к движению «Вперёд!» и был потенциальным кандидатом от этого движения на предстоящих выборах в Национальное собрание, но отказался порвать со своей партией. Тем не менее, в ноябре 2017 года он вышел из партии Республиканцы после избрания ее председателем Лорана Вокье.
2 ноября 2020 года он сменил Лорана Сомона, избранного в сенат от департамента Сомма, на посту президента Совета департамента Сомма. После этого он ушел в отставку с поста мэра Сен-Валери-сюр-Сомм, но остался первым заместителем мэра этой коммуны.
27 июня 2021 года он был переизбран вместе с Сабриной Олевиль-Мила в Совет департамента от кантона Абвиль-2; 1 июля 2021 года был переизбран президентом Совета департамента.
Стефан Оссулье определил ряд приоритетов своего мандата на 2021-2028 годы, таких как более широкое вовлечение в общество инвалидов и повышение безопасности дорожного движения. Он также выступил на национальном уровне против анархичного развития ветряной энергетики в департаменте Сомма, который в настоящее время является ведущим департаментом Франции с точки зрения производства ветряной энергии, обратившись к правительству немедленно ввести мораторий на строительство новых подобных объектов на территории департамента.
14 февраля 2022 года он объявил о поддержке Эммануэля Макрона на президентских выборах 2022, что вызвало недовольство членов Совета департамента из партии Республиканцы

## Занимаемые выборные должности
03.1999 — 03.2001 — член муниципального совета, вице-мэр Сен-Валери-сюр-Сомм 

03.2001 — 08.11.2020 — мэр коммуны Сен-Валери-сюр-Сомм 

с 02.04.2015 — член Совета департамента Сомма от кантона Абвиль-2

с 02.11.2020 — президент Совета департамента Сомма 
 
с 09.11.2020 — первый вице-мэр Сен-Валери-сюр-Сомм